# Michał Kłusak
Michał Kłusak, né le 20 juillet 1990 à Zakopane, est un skieur alpin polonais.

## Biographie
Chez les juniors, il obtient comme meilleur résultat aux mondiaux de la catégorie une 14e en combiné en 2010.
Il fait ses débuts en Coupe du monde en 2009 au slalom géant de Sölden et signe son meilleur résultat dans la compétition en janvier 2011 au super combiné de Chamonix (35e).
Il participe aux Jeux olympiques d'hiver de 2018, à Pyeongchang, où il se classe 42e de la descente.
Le Polonais prend part aussi à trois éditions des Championnats du monde, entre 2011 et 2017, pour un meilleur résultat de 27e sur le combiné en 2011 à Garmisch-Partenkirchen. Il est 29e de la descente aux Championnats du monde 2017 à Saint-Moritz.

## Palmarès

### Jeux olympiques d'hiver
| Épreuve / Édition | Pyeongchang 2018 |
| Descente          | 42e              |
| Super G           | Abandon          |
| Combiné           | Abandon          |

### Championnats du monde
| Épreuve / Édition | Garmisch-Partenkirchen 2011 | Schladming 2013 | Saint-Moritz 2017 |
| Descente          | Abandon                     | Abandon         | 29e               |
| Super G           | 37e                         | 49e             | 38e               |
| Slalom géant      | Abandon                     |                 |                   |
| Slalom            | 55e                         |                 |                   |
| Combiné           | 27e                         | Abandon         |                   |

### Championnats de Pologne
- Champion en 2014 et 2015 (géant)
- Vice-champion en 2012 (super géant)